# Danger Days: The True Lives of the Fabulous Killjoys
Danger Days: The True Lives of the Fabulous Killjoys (frequentemente referido simplesmente como Danger Days) é o quarto álbum de estúdio da banda americana de rock My Chemical Romance, lançado em 22 de novembro de 2010 pela Reprise Records. Suas músicas são associadas ao característico som de rock alternativo, pop-punk e punk rock, juntamente com uma introdução de novos elementos musicais, incluindo power pop, pop rock e rock eletrônico. A inspiração musical principal para o álbum veio de bandas de rock contemporâneo, rock psicodélico e protopunk das décadas de sessenta e setenta. Foi o penúltimo álbum lançado pelo My Chemical Romance antes de sua separação de seis anos, de 2013 a 2019. 
Assim como o álbum anterior, The Black Parade, Danger Days é um ópera rock. A história do álbum se passa na Califórnia pós-apocalíptica em 2019, onde um grupo de rebeldes conhecidos como Killjoys lutam contra uma corporação maligna. Em 2013, o vocalista Gerard Way publicou uma história em quadrinhos que continua a história descrita no álbum.
Para promover o disco, a banda embarcou em uma turnê mundial, intitulada The World Contamination Tour. Durou de outubro de 2010 a fevereiro de 2012 e incluiu concertos na Europa, América do Norte, Ásia e Oceania; a banda também foi atração principal da 10ª Honda Civic Tour anual com Blink-182. Danger Days recebeu avaliações geralmente positivas dos críticos e vendeu 112.000 cópias em sua primeira semana, estreando no topo das paradas de Álbuns de Rock e Álbuns Alternativos da Billboard, e em número 8 na Billboard 200. Também apareceu nas paradas musicais de vários outros países. Até fevereiro de 2011, Danger Days havia vendido mais de um milhão de cópias em todo o mundo.

## Antecedentes
Após a exaustiva, mas altamente bem-sucedida turnê de The Black Parade, o My Chemical Romance entrou em estúdio com o produtor Brendan O'Brien para produzir o próximo álbum da banda. Esgotados com a turnê de The Black Parade e seu tom sombrio, o grupo queria fazer uma ruptura consciente com o som daquele álbum e adotar uma abordagem mais divertida e simplificada, sem "conceitos, personagens, fantasias ou instrumentação extra". No entanto, a banda ficou insatisfeita com os resultados finais de suas gravações com O'Brien; embora sentissem que tinham alcançado seus objetivos, também sentiram que estavam se limitando criativamente. Como resultado, o My Chemical Romance decidiu arquivar o álbum, uma decisão que a gravadora da banda, Reprise Records, apoiou. As sessões com Brendan O'Brien foram eventualmente lançadas em 2012 sob o nome de Conventional Weapons.
Após arquivar o disco, a banda voltou ao estúdio com o produtor de The Black Parade, Rob Cavallo, que ajudou a revigorar e orientar os membros a voltarem ao caminho certo. Quatro músicas das gravações anteriores que foram arquivadas, "Bulletproof Heart", "The Only Hope for Me Is You", "Save Yourself" e "Party Poison", foram resgatadas e regravadas para o Danger Days. A faixa "Black Dragon Fighting Society" foi regravada para o EP The Mad Gear and Missile Kid.

## Composição e temas líricos
Danger Days é o terceiro álbum de ópera rock de My Chemical Romance, após seu trabalho anterior, The Black Parade. A história é baseada nas vidas fictícias dos "Killjoys", um grupo de rebeldes vivendo em uma versão pós-apocalíptica do estado americano da Califórnia no ano de 2019. Durante a extensão do álbum, é ocasionalmente possível ouvir uma narração pelo DJ de uma radiodifusão clandestina do personagem Dr. Death Defying (com a voz de Steve Montano), e segue o grupo enquanto eles lutam contra a maligna corporação Better Living Industries (BL/ind.) e seus vários "Draculoids" e exterminadores, como Korse (interpretado por Grant Morrison nos videoclipes), da Unidade S/C/A/R/E/C/R/O/W.
Nos videoclipes e material promocional, os membros da banda representam seus alter-egos "Killjoy": "Party Poison" (Gerard Way), "Jet-Star" (Ray Toro), "Fun Ghoul" (Frank Iero) e "The Kobra Kid" (Mikey Way). O videoclipe de "Na Na Na" mostra a rotina dos Killjoys até Korse derrotá-los e capturar "The Girl", enquanto o vídeo de "Sing" mostra a missão de resgate dos Killjoys para recuperá-la.
Quando questionado sobre o título do álbum em uma entrevista de novembro de 2010, o vocalista Gerard Way disse que "Danger Days" representa o que é necessário para alcançar algo grandioso, referindo-se tanto à banda quanto aos fãs, bem como aos artistas que contribuíram para o álbum. A Rolling Stone chama Danger Days de uma total rejeição da celebridade do rock inflada, que se refere à imagem exagerada ou artificialmente construída de uma pessoa na cena da música rock. Isso pode incluir uma persona extravagante, comportamento rebelde ou uma atitude arrogante e pretensiosa, frequentemente associada a estrelas do rock. "Na Na Na" apresenta críticas à cultura consumista dos Estados Unidos. A banda descreveu o tema principal de "SING" como a "subversão, que busca penetrar na essência de certos indivíduos politicamente, socialmente, e também abordar questões em programas de televisão nacional para expressar nossa visão sobre o mundo." Toro chama "S/C/A/R/E/C/R/O/W" de uma música psicodélica que "mostra o lado artístico da banda", e foi fortemente inspirada por músicas como "Lucy in the Sky with Diamonds" dos Beatles. A faixa final, "Vampire Money", foi uma reação ao pedido da banda para fazer uma música para a Saga Crepúsculo. Gerard Way disse que a razão pela qual a música estava no álbum era porque "há muitas pessoas correndo atrás desse dinheiro. 'Crepúsculo?' Muitas pessoas ao nosso redor estavam tipo, 'Por favor, pelo amor de Deus, faça este filme logo.' Mas nós seguimos em frente." Indicando que o My Chemical Romance decidiu não se envolver com o projeto da saga Crepúsculo, mesmo com a pressão e os pedidos de outras pessoas ao seu redor. Eles optaram por seguir em frente e continuar com sua própria visão criativa, em vez de se comprometerem com algo que não se alinhava com seus interesses ou valores.

## Promoção
A banda postou uma prévia para o álbum em 17 de setembro de 2010, por meio de sua conta oficial no YouTube, intitulado "Art Is the Weapon". Em 19 de setembro de 2010, a banda anunciou "The World Contamination Tour", que aconteceria em partes do Reino Unido, França, Holanda e Alemanha. Isso foi seguido por datas nos EUA em dezembro, antes de seguir para o Japão, uma turnê completa pela Europa, uma turnê pelos EUA, festivais europeus e a Honda Civic Tour com o Blink-182 em 2011.
O primeiro single do álbum, "Na Na Na (Na Na Na Na Na Na Na Na Na)", estreou no ar em 22 de setembro de 2010, via A rádio WRFF em Filadélfia, BBC Radio 1 e KROQ-FM em Los Angeles. A faixa é apresentada no filme Movie 43 e também no jogo eletrônico The Sims 3: Late Night, cantada na língua fictícia de Simlish. "The Only Hope for Me Is You" foi lançada como single em 11 de outubro e também foi disponibilizada como download gratuito para quem fez pré-venda do álbum na iTunes Store. "SING" foi coberta no programa de TV da Fox, Glee. "Planetary (Go!)" foi apresentada no jogo eletrônico Gran Turismo 5 e também foi usada em um anúncio para o Super Bowl XLV. "The Kids From Yesterday" estreou ao vivo em 23 de outubro de 2010. As músicas "Na Na Na" e "Destroya" também foram apresentadas no programa da MTV, Teen Wolf.
Anunciada em uma entrevista exclusiva com a Kerrang!, "Save Yourself, I'll Hold Them Back" foi lançada como download gratuito no site oficial da banda em 5 de novembro de 2010. O álbum estreou em 16 de novembro de 2010, no site oficial de My Chemical Romance, hospedado por Dr. Death Defying.

## Recepção da crítica
| Críticas profissionais | Críticas profissionais |
| Pontuações agregadas   | Pontuações agregadas   |
| Fonte                  | Avaliação              |
| ---------------------- | ---------------------- |
| AnyDecentMusic         | 6.5/10                 |
| Metacritic             | 70/100                 |
| Avaliações da crítica  |                        |
| Fonte                  | Avaliação              |
| AllMusic               | [ 4 ] [ 25 ]           |
| Alternative Press      | [ 26 ]                 |
| The A.V. Club          | D−                     |
| Entertainment Weekly   | B−                     |
| The Guardian           | [ 29 ]                 |
| Los Angeles Times      | [ 30 ]                 |
| NME                    | 8/10                   |
| Rolling Stone          | [ 32 ]                 |
| Spin                   | 7/10                   |
| USA Today              | [ 34 ]                 |

Após o seu lançamento, Danger Days: The True Lives of the Fabulous Killjoys recebeu críticas geralmente positivas. No Metacritic, que atribui uma classificação normalizada de 100 às análises dos críticos mainstream, o álbum recebeu uma média de 70/100, com base em 26 análises, o que indica "Críticas geralmente favoráveis".
A Rock Sound recebeu uma prévia do disco, comentando que "a forma como eles usaram tudo o que aprenderam em The Black Parade e apertaram em certos lugares parece natural e confiante" e que vê "a criatividade da banda decolando musicalmente, graficamente e literalmente." Dan Martin da NME teve a chance de ouvir uma prévia do álbum e teve críticas igualmente positivas. Ele afirmou que "este é o melhor álbum de rock do ano com uma margem tão grande que você se sente meio constrangido pelos outros." A Alternative Press revisou o álbum e comentou: "É realmente difícil acreditar que esta é a mesma banda que explodiu na cena há seis anos com o hino emo, 'I'm Not Okay (I Promise)'", além de afirmar: "MCR realmente seguiu sua própria visão criativa", com uma classificação de quatro estrelas. Matt Heafy, vocalista e guitarrista da banda de metal Trivium, listou o álbum como o quarto melhor álbum de 2010. Stephen Thomas Erlewine da AllMusic concedeu ao álbum quatro estrelas e meia em cinco e disse que a banda estava "trocando a musicalidade da estética sombria e gótica por power pop..." e que "não há sangria emocional, mas para a maioria dos ouvintes é pura diversão, o êxtase mais puro que o My Chemical Romance já entregou".
A Rock Sound mais tarde revisou o álbum, dizendo que "Se o MCR era a sua banda favorita no passado, pode parecer que vai levar uma reapreciação cuidadosa antes de você tatuar o novo logo deles" e que "Danger Days simplesmente parece que eles estão se divertindo muito mais do que nunca", com uma classificação de oito estrelas em dez. Ficou em 28º lugar na lista da Rolling Stone dos 30 Melhores Álbuns de 2010.

## Edições
Além da edição padrão em CD, a banda também ofereceu a Edição California 2019 exclusivamente através de sua loja online oficial. A edição inclui a versão padrão em CD do álbum, bem como um EP exclusivo, The Mad Gear and Missile Kid, um livro de 48 páginas intitulado Art Is the Weapon, uma pulseira de madeira, que seria um amuleto para má sorte, um das quatro réplicas de pistolas feitas de resina poliéster e uma máscara correspondente, tudo isso embalado em uma caixa branca adornada com uma moldura de foto. Devido a problemas de fabricação envolvendo a produção das pistolas, os pacotes foram enviados mais tarde no ano, em fevereiro de 2011.
Uma versão deluxe do iTunes também foi lançada, apresentando a música "We Don't Need Another Song About California" e o videoclipe de "Na Na Na".
Em 20 de setembro de 2019, um disco de vinil Picture Disc foi lançado pela Warner Music.

## História em quadrinhos
Em 2009, Geard Way anunciou sua intenção de criar uma série de quadrinhos complementar intitulada The True Lives of the Fabulous Killjoys. Mais tarde, ele anunciou na New York Comic Con de 2012 que co-escreveria a série com Shaun Simon, a arte seria feita por Becky Cloonan, e que o primeiro número da série seria lançado em 6 de junho de 2013, com uma prévia do livro sendo lançada no Free Comic Book Day. Gerard Way comentou que a série serviria como a "última parte da história" e como uma "história de amadurecimento sobre uma jovem".

## Faixas
Todas as faixas escritas e compostas por Frank Iero, Ray Toro, Mikey Way e Gerard Way, exceto onde notado. 
| Versão padrão |                                                        |                                   |         |  |
| N.º           | Título                                                 | Compositor(es)                    | Duração |  |
| 1.            | "Look Alive, Sunshine" (participação de Steve Montano) |                                   | 0:29    |  |
| 2.            | "Na Na Na (Na Na Na Na Na Na Na Na Na)"                | Bob Bryar Iero Toro G. Way M. Way | 3:28    |  |
| 3.            | "Bulletproof Heart"                                    | Bryar Iero Toro G. Way M. Way     | 4:57    |  |
| 4.            | "SING"                                                 |                                   | 4:30    |  |
| 5.            | "Planetary (GO!)"                                      |                                   | 4:07    |  |
| 6.            | "The Only Hope for Me Is You"                          | Bryar Iero Toro G. Way M. Way     | 4:34    |  |
| 7.            | "Jet-Star and the Kobra Kid/Traffic Report"            |                                   | 0:27    |  |
| 8.            | "Party Poison"                                         | Bryar Iero Toro G. Way M. Way     | 3:36    |  |
| 9.            | "Save Yourself, I'll Hold Them Back"                   | Bryar Iero Toro G. Way M. Way     | 3:50    |  |
| 10.           | "S/C/A/R/E/C/R/O/W"                                    |                                   | 4:28    |  |
| 11.           | "Summertime"                                           |                                   | 4:07    |  |
| 12.           | "DESTROYA"                                             |                                   | 4:33    |  |
| 13.           | "The Kids from Yesterday"                              |                                   | 5:25    |  |
| 14.           | "Goodnite, Dr. Death"                                  |                                   | 1:59    |  |
| 15.           | "Vampire Money"                                        |                                   | 3:38    |  |

| Conteúdo bônus da versão de luxo do iTunes |                                                      |         |  |
| N.º                                        | Título                                               | Duração |  |
| 16.                                        | "We Don't Need Another Song About California"        | 4:30    |  |
| 17.                                        | "Na Na Na (Na Na Na Na Na Na Na Na Na)" (videoclipe) | 4:06    |  |
| Duração total:                             | Duração total:                                       | 62:29   |  |

| Faixa bônus da versão japonesa |                |         |  |
| N.º                            | Título         | Duração |  |
| 16.                            | "Zero Percent" | 2:47    |  |
| Duração total:                 | Duração total: | 56:43   |  |

### The Mad Gear and Missile Kid
The Mad Gear and Missile Kid é um EP exclusivo de três faixas por uma banda de alter-ego fictícia com o mesmo nome, e é incluído na edição especial California 2019 do álbum. O guitarrista Frank Iero disse à MTV: "Basicamente, é o que os Killjoys estão ouvindo no carro enquanto estão trocando tiros".

## Ficha técnica
| My Chemical Romance - Bob Bryar – composição (faixas 2, 3, 6, 8 e 9) - Frank Iero – guitarras, vocais de apoios fotografia da capa para Danger Days, produção - Ray Toro – guitarras, vocais de apoio, produção - Gerard Way – vocais principais e de apoio, direção de arte, produção - Mikey Way – baixo, vocais adicionais (faixa 15), produção Adicionais - Dorian Crozier – bateria (faixa 3) - Airi Isoda como NewsAGoGo – vocais adicionais (faixa 8) - John Miceli – bateria, percussão - Steven Montano (Steve, Righ?) como Dr. Death Defying – vocais (faixas 1, 2, 7 e 14) - Jamie Muhoberac – teclados, design de som - Jonathan Rivera – vocais adicionais (faixa 12) | Produção - Rob Cavallo – produção - Lars Fox – edição (protools adicionais) - Dan Chase – edição (protools adicionais), engenheiro de som adicional - Doug McKean – engenheiro de som - Russ Waugh – assistente de engenharia de som - Steve Rea – assistente de engenharia de som - Chris Lord-Alge – mixagem - Andrew Schubert – mixagem adicional - Brad Townsend – mixagem adicional - Keith Armstrong – mixagem adicional - Nik Karpen – mixagem adicional - Ted Jensen – masterização - Neil Krug – fotografia - Greg Watermann – fotografia adicional - Joe Libretti – técnico de bateria - Ace Bergman – técnico de guitarra - RJ Ronquillo – técnico de guitarra - Todd Youth – técnico de guitarra - Craig Aaronson – A&R - Ellen Wakayama – direção de arte - Matt Taylor – direção de arte, design - 3D Artist Management – gestão |